# Жандира
Жандира (порт. Jandira)  —  муниципалитет в Бразилии, входит в штат Сан-Паулу. Составная часть мезорегиона Агломерация Сан-Паулу. Находится в составе крупной городской агломерации Агломерация Сан-Паулу. Входит в экономико-статистический  микрорегион Озаску. Население составляет 113 323 человека на 2006 год. Занимает площадь 17,523 км². Плотность населения — 6.467,1 чел./км².
Праздник города —  8 декабря.

## История
Город основан 28 февраля 1964 года.

## Статистика
- Валовой внутренний продукт на 2003 составляет 912.164.395,00 реалов (данные: Бразильский институт географии и статистики).
- Валовой внутренний продукт на душу населения на 2003 составляет 8.816,93 реалов (данные: Бразильский институт географии и статистики).
- Индекс развития человеческого потенциала на 2000 составляет 0,801 ▲ (данные: Программа развития ООН).

## География
Климат местности: субтропический. В соответствии с классификацией Кёппена, климат относится к категории Cfa.